# Servicio interministerial de Archivos de Francia
El Servicio Interministerial de Archivos de Francia (SIAF) es un servicio patrimonial del Ministerio de Cultura francés que gestiona las atribuciones específicas a los archivos de la Dirección General del Patrimonio. Fue conocido desde su creación en 1897 hasta 2009 con el nombre de Dirección de los Archivos de Francia, y en determinadas épocas como Dirección General de los Archivos de Francia.
Este organismo se encarga de establecer las normas de aplicación acerca de las disposiciones del código del patrimonio relativas a los archivos. 
Ejerce también las funciones de control que este código atribuye al Estado en materia de gestión de archivos públicos y de protección de determinados archivos privados.
Además lleva a cabo una política de cooperación internacional en materia de archivística, en particular mediante la organización anual del curso técnico internacional de archivos. 
Por último, está a disposición del delegado interministerial para los archivos de Francia en sus misiones al frente del comité interministerial para los archivos de Francia.

## Historia
En 1897, se creó un Departamento de Archivos en el Ministerio de Instrucción Pública, reuniendo bajo una misma autoridad el Archivo Nacional, que ya dependía de este ministerio, y la oficina de los archivos departamentales y comunales. Esta oficina, creada en 1854 en el Ministerio del Interior y, más tarde, en 1884,  transferida a la Instrucción Pública, supervisaba a los demás servicios de archivos públicos (a excepción de los dependientes de los Ministerios de Guerra, Marina y Asuntos Exteriores).
En 1936, adoptó el nombre de Dirección de los Archivos de Francia. En 1959, se integró en el Ministerio de Asuntos Culturales recién creado.
En 2006, se crean los Archivos Nacionales como un servicio con competencia nacional independiente. Quedan bajo la supervisión de la Dirección de los Archivos de Francia.
Antes de su transformación, la gestión de los archivos de Francia se regía por los decretos del 25 de marzo de 2002. Luego incluía la Inspección general de los archivos de Francia, la delegación para las celebraciones nacionales, el departamento de red institucional y profesional, el departamento de política archivística y de coordinación interministerial, el departamento de innovación tecnológica y de normalización, el departamento público y la oficina general. asuntos y documentación.
El 15  de noviembre de  2009, en el marco de la revisión general de las políticas públicas (RGPP), la antigua "DAF" fue absorbida por la nueva dirección general del patrimonio, tras la publicación del decreto n° 2009-1393, de 11 de noviembre de 2009 el que se crea la “departamento de patrimonio dentro del Ministerio de Cultura. Dentro de esta dirección general, las subdirecciones encargadas de los archivos constituyen el servicio interministerial de los Archivos de Francia. La Dirección General de Patrimonio conserva así las atribuciones técnicas y de control de los archivos públicos explicadas anteriormente.

## Organización
El servicio interministerial de los archivos de Francia incluye:
- la subdirección de política interministerial y territorial de archivos tradicionales y digitales, con :
  - oficina de gestión, selección y cobranza
    - misión de los archivos privados

  - oficina de tratamiento y conservación
    - misión para la conservación

  - oficina de misión
- la subdirección de acceso a los archivos y coordinación de la red
  - oficina de acceso a archivos
  - oficina de red
  - Centro Nacional de Microfilm y Digitalización[3]
- la misión en las conmemoraciones nacionales

Controla los servicios con competencia nacional, que son los Archivos Nacionales, los Archivos Nacionales del Mundo del Trabajo y los Archivos Nacionales de Ultramar.

## Directores de archivo
La función de director nacional de los Archivos de Francia se ejerce desde 1897 con diversos títulos (director de los archivos de Francia, director general de los archivos de Francia y, desde 2010, director encargado de los archivos de Francia).
En 2010, el SIAF fue creado y puesto bajo la autoridad de Hervé Lemoine, conservador general del patrimonio, hasta su salida el 12 de febrero de 2018 para hacerse cargo de la gestión del Mobilier nacional.  Françoise Banat-Berger fue nombrada jefa del Servicio Interministerial de Archivos de Francia por decreto en février 2019.